# Mekeme Tamla Ladji
Mekeme Tamla Ladji (Abidjan, 19 september 1985), beter bekend als Zito, is een Ivoriaans voetballer die sinds 2015 uitkomt voor DCMP Imana. Zito is een middenvelder.

## Carrière
Zito genoot zijn jeugdopleiding in de jeugdacademie van Jean-Marc Guillou, waar hij in 2001 werd opgepikt door ASEC Mimosas. In 2004 maakte hij de overstap naar KSK Beveren, in het spoor van onder andere Emmanuel Eboué, Yaya Touré, Arthur Boka en Romaric. Zito speelde vier seizoenen bij Beveren en verhuisde in 2008 samen met ploegmaat Sekou Ouattara naar Le Mans FC. Zito werd eerst nog een seizoen verhuurd aan Stade Lavallois, en droeg nadien vier seizoenen lang het shirt van Le Mans, waar hij echter voornamelijk voor het beloftenelftal uitkwam.
Wanneer zijn contract bij Le Mans in 2013 afloopt, kiest hij voor het Israëlische Maccabi Petach Tikwa. Amper een jaar later ruilt hij deze club voor het Griekse Levadiakos. Sinds augustus 2015 komt hij uit voor het Congolese Daring Club Motema Pembe.
Zito nam met de Ivoriaanse selectie onder de 23 jaar deel aan de Olympische Zomerspelen 2008.
1 Angban ·
2 Wawa ·
3 Viera ·
4 Bamba ·
5 Angoua ·
6 Kambou ·
7 Coulibaly ·
8 Kalou ·
9 Dja Djedje ·
10 Koné ·
11 Moura-Komenan ·
12 Bagayoko ·
13 Abraham ·
14 Gervinho ·
15 Ladji ·
16 Okoua ·
17 N'Gossan ·
18 Cissé ·
Coach: Gili